# La Mirada Incendiada
La Mirada Incendiada è un film del 2021 diretto da Tatiana Gaviola ed ispirato alla vera storia di Rodrigo Rojas de Negri, ucciso il 2 luglio 1986 durante la prima protesta nazionale contro la dittatura di Augusto Pinochet.

## Riconoscimenti
- 2021 - Festival del Cinema Ibero-Latino Americano[1]
  - Miglior Film